# St. Joseph (Köln-Kalk)

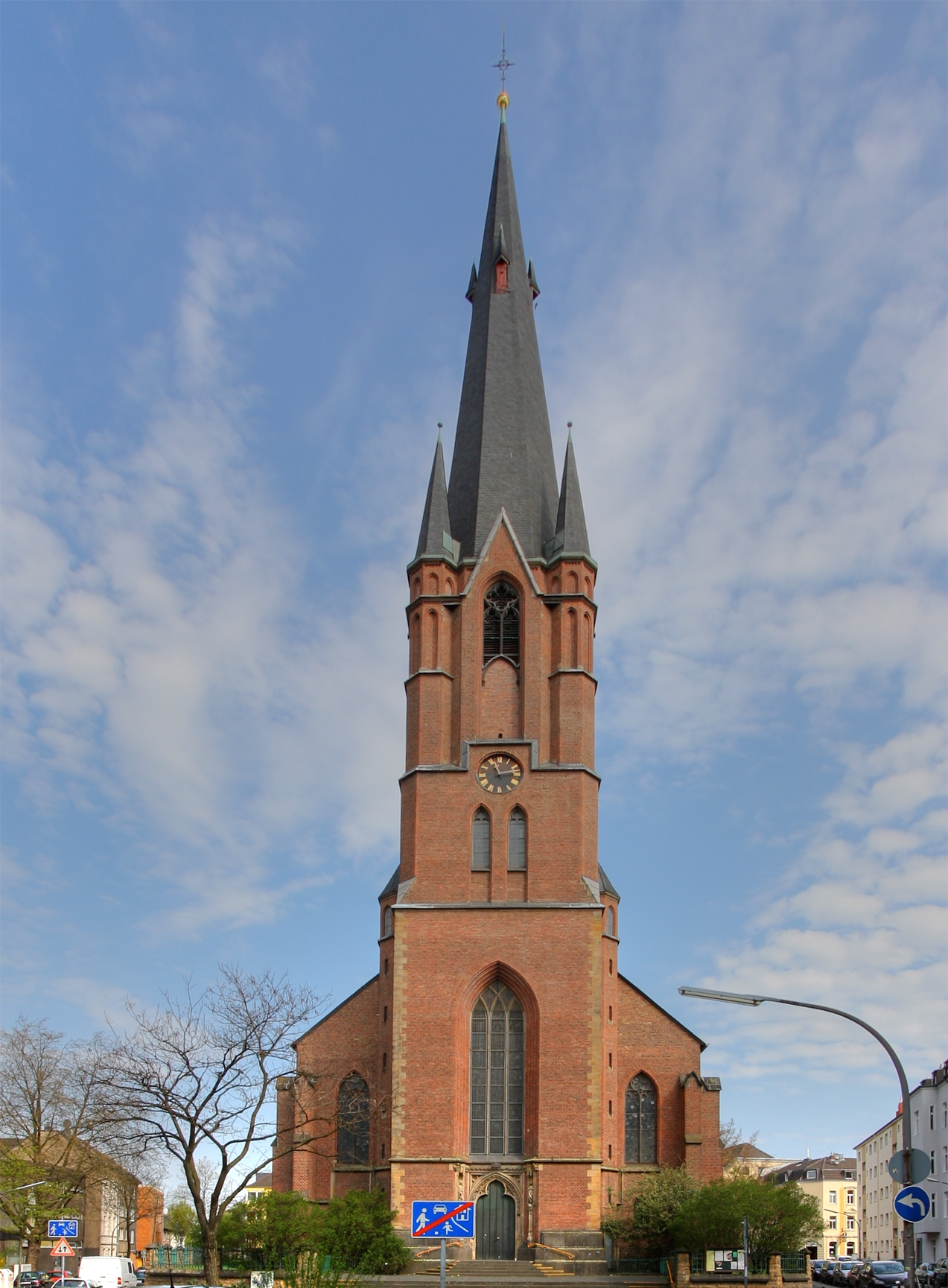
St. Joseph

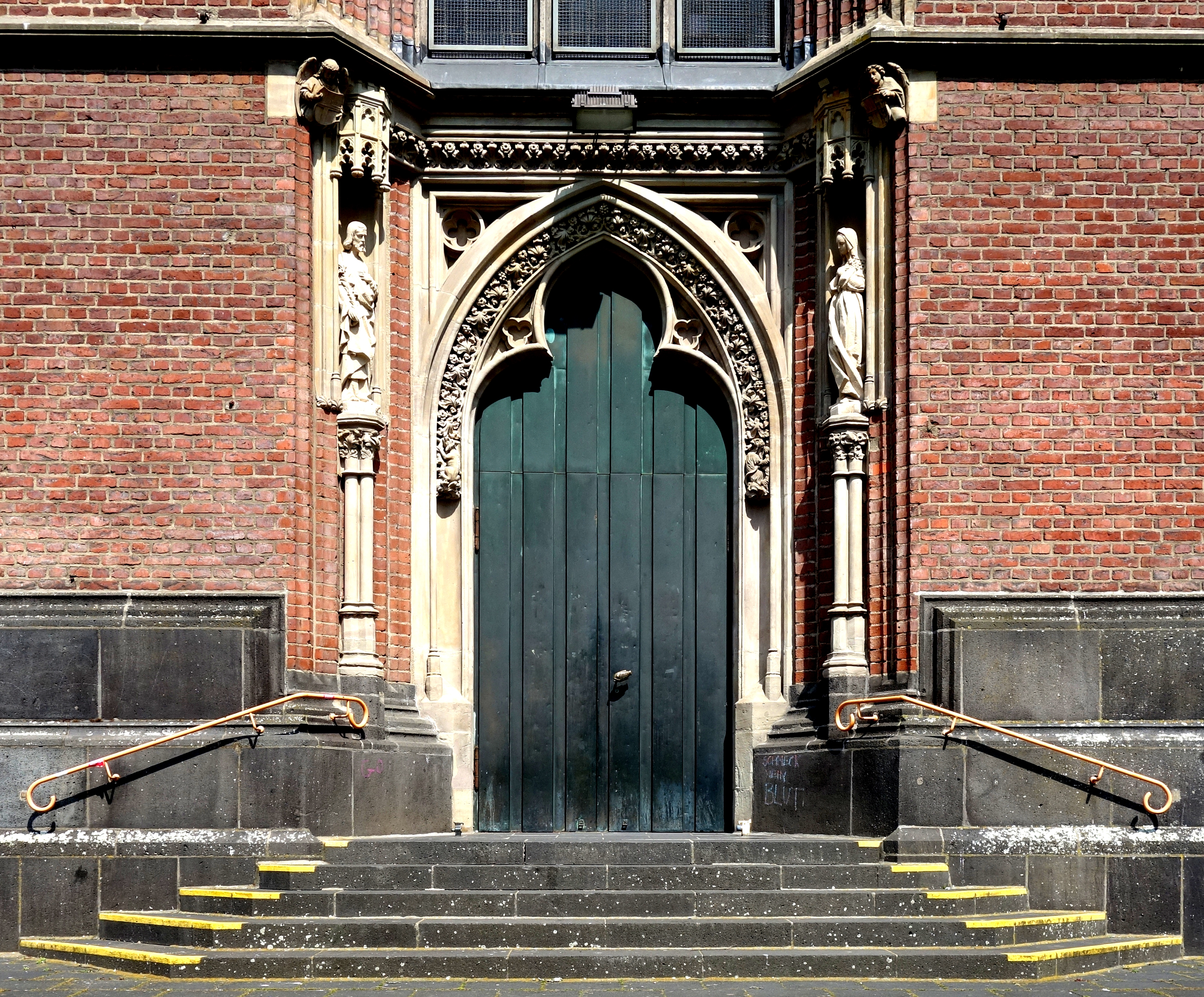
Neugotisches Hauptportal

Die römisch-katholische Kirche St. Joseph ist ein neugotischer Sakralbau im rechtsrheinischen Kölner Stadtteil Kalk. Sie gehört zum Dekanat Köln-Deutz im Erzbistum Köln und ist Teil des Seelsorgebereichs Köln-Kalk/Humboldt/Gremberg.

## Geschichte
Als die 1863 bis 1866 erbaute Pfarrkirche St. Marien für die stark angewachsene katholische Gemeinde in Kalk zu klein geworden war, erwies sich der Bau einer weiteren Kalker Kirche als notwendig. Die Entwürfe für die neue Kirche stammen von dem deutschen Architekten Heinrich Renard. So entstand in den Jahren 1899 bis 1902 die neugotische dreischiffige Backstein-Hallenkirche, die dem heiligen Joseph geweiht wurde, mitten im historischen Zentrum von Kalk.
Im Zweiten Weltkrieg wurden St. Joseph und St. Marien stark zerstört. Während der Wiederaufbau von St. Marien erst 1951/1952 erfolgte, wurde St. Joseph von 1949 bis 1952 nach Plänen von Dominikus Böhm (1880–1955) und seinem Sohn Gottfried Böhm (1920–2021) in stark vereinfachter Form neu errichtet.
1953 erhielt St. Joseph eine neue Orgel mit 21 Registern von der Kevelaerer Orgelbaufirma Romanus Seifert & Sohn.

## Kirchenfenster
Zu den bedeutendsten Ausstattungselementen der Kirche gehören die Bleiglasfenster, die größtenteils Dominikus Böhm im Zeitraum 1952 bis 1954 schuf. Hierzu zählen vor allem die sieben Fenster im Querschiff, von denen jedes zwei Kreuzwegstationen darstellt. Die Chorfenster versah Dominikus Böhm mit verschiedenen symbolischen Ornamenten, die sich unter anderem auf die Eucharistie, die Gottesmutter Maria, den heiligen Joseph als Pfarrpatron sowie auf den Kolpingverein und den Bauplatz der Kirche beziehen. Ein weiteres Ornamentfenster weist am unteren Rand auf markante Daten der Baugeschichte von St. Joseph hin: 1902 erbaut, 1943 zerstört, 1952 wiedererbaut. Die beiden Fenster im Seitenschiff gestaltete Dominik Böhm als geometrische Kompositionen. Von seinem Sohn Gottfried Böhm stammt das Fenster im Turm, das Taufsymbole enthält und ebenfalls zwischen 1952 und 1954 entstand.
Die Fenster in der Kapelle sind freie Kompositionen unbekannter Künstler und wurden um 1960 geschaffen.

## Denkmalschutz
Die Kirche St. Joseph wurde am 12. April 1983 unter der Nummer 1413 in die Liste der Baudenkmäler im Kölner Stadtteil Kalk eingetragen.